# Stefan Lubliner
Stefan Lubliner (ur. 1 października 1890 w Warszawie, zm. 1942) – polsko-żydowski dziennikarz i wojskowy.

## Życiorys
Studiował matematykę i prawo. Był działaczem stowarzyszenia „Filarecka” w Lozannie, Stowarzyszenia „Życie” w Genewie oraz „Unii” w Liège.
Podczas I wojny światowej był żołnierzem Polskiej Organizacji Wojskowej w Warszawie, używał pseudonimu „Stalski”. Służył w biurze werbunkowym, szkole agitatorów, był również referentem Komendy Głównej POW. Był także działaczem Związku Młodzieży Polskiej Pochodzenia Żydowskiego „Żagiew”.   
Od 1 sierpnia 1919 roku pracował w Ministerstwie Spraw Wojskowych, następnie pracował jako dziennikarz. Należał do komitetu redakcyjnego gazety „Rozwaga”, będącego organem Związku Akademickiej Młodzieży Zjednoczeniowej. Był również dyrektorem Warszawskiej Informacji Prasowej.  
Był członkiem Syndykatu Dziennikarzy Warszawskich, Związku Peowiaków, Związku Żydów Uczestników Walk o Niepodległość Polski, Związku Filaretów, Stowarzyszenia Uczestników Walki o Szkołę Polską, Instytutu Badań Spraw Narodowościowych oraz Koła Patriotów Polskich Wyznania Mojżeszowego. W 1937 roku był skarbnikiem komitetu organizacyjnego Światowego Kongresu Esperanto w 1937 roku. 
Podczas II wojny światowej przebywał w getcie warszawskim, od stycznia 1942 roku był redaktorem konspiracyjnego czasopisma asymilatorów „Żagiew”.
Według niektórych źródeł to właśnie on zaproponował Adamowi Czerniakowi Józefa Szeryńskiego na stanowisko komendanta Żydowskiej Służby Porządkowej. Prawdopodobnie pracował jako kierownik kancelarii i archiwum ŻSP.
Zmarł w 1942 roku. Być może był tożsamy ze Stefanem Lublinerem wspomnianym we wspomnieniach Stanisława Adlera, według których po wielkiej akcji likwidacyjnej miał przedostać się na tzw. „aryjską stronę”, a następnie został aresztowany i osadzony na Pawiaku, skąd miał zostać przeniesiony do Aresztu Centralnego getta. Zginął zastrzelony podczas transportu, śpiewając hymn Polski.

## Odznaczenia
Został odznaczony Krzyżem Niepodległości oraz Krzyżem Kawalerskim Orderu Odrodzenia Polski. Otrzymał także odznakę honorową „Za walkę o szkołę polską” i odznakę pamiątkową Naczelnego Dowództwa Wojsk Polskich.